# Semecarpus anacardiopsis
Semecarpus anacardiopsis är en sumakväxtart som beskrevs av Evrard & Tardieu. Semecarpus anacardiopsis ingår i släktet Semecarpus och familjen sumakväxter. Inga underarter finns listade i Catalogue of Life.